# Василенко Костянтин Прокопович
Костянтин Прокопович Василенко (2 квітня 1877 — липень 1941) — журналіст, громадський та політичний діяч. Один із лідерів київських меншовиків, член Української Центральної Ради. Брат Миколи Прокоповича Василенка

## Біографія
Народився в місті Київ. Закінчив юридичний факультет Київського університету (1902). Студентом долучився до соціал-демократичного руху. Від 1897 — член київського «Союзу боротьби за визволення робітничого класу», брав участь у виданні «Рабочей газеты», підготовці I з'їзду РСДРП. Після II з'зду РСДРП (1903) — меншовик, провідний діяч Київського комітету партії, редактор журналу «Вперед». 1903-05 — на засланні. По поверненні працював у газеті «Киевское слово» (1905), «Киевские отклики» (1906); 1907 — редактор журналу «Друг народа». 1908-18 — співробітник, завідувач міжнародного відділу, з 1910 — член редколегії й помічник редактора газети «Киевская мысль», 1917 — редактор газети «Рабочее знамя». Від травня 1917 до січня 1918 — голова Київського обласного комітету РСДРП (меншовиків), гласний Київської міської думи. Від червня 1917 до квітня 1918 — член Малої ради, з 8 серпня 1917 — член Української Центральної Ради. 12 вересня 1917 по 2 жовтня 1917 — генеральний секретар праці УЦР. 12 жовтня 1917 по 17 листопада 1917 — комісар Тимчасового уряду в Києві. У січні 1918 вийшов із партії й припинив політичну діяльність. 1919 — конторник Київського народного університету, відповідальний редактор газети «Киевская жизнь». 1921 працював в Одеському губернському статистичному бюро, 1922-23 — постійний співробітник Комісії звичаєвого права ВУАН. У 1923 заарештований у справі «Київського обласного центру дії» і засуджений до 10 років суворої ізоляції. Утримувався в Лук'янівській в'язниці у Києві, 1929-32 — засланий до Сибіру. 30 травня 1938 знову його заарештовано і засуджено до 5 років ув'язнення. У липні 1941, ймовірно, розстріляний органами НКВС у м. Вінниця. Реабілітований 1991.

## Вшанування пам'яті
25.12.2015 р. Вінницька міська рада своїм рішенням № 71 перейменувала вулицю 30-річчя Перемоги на вулицю Костянтина Василенка